# Synagoga Abrama Miaskowskiego w Łodzi
Synagoga Abrama Miaskowskiego w Łodzi – prywatny dom modlitwy znajdujący się w Łodzi, przy ulicy Aleksandryjskiej 6.
Synagoga została zbudowana w lipcu 1902 roku, z inicjatywy Abrama Miaskowskiego. Mogła ona pomieścić 30 osób. Podczas II wojny światowej hitlerowcy zdewastowali synagogę.